# Neolissochilus dukai
Neolissochilus dukai är en fiskart som först beskrevs av Day, 1878.  Neolissochilus dukai ingår i släktet Neolissochilus och familjen karpfiskar. IUCN kategoriserar arten globalt som otillräckligt studerad. Inga underarter finns listade i Catalogue of Life.